# Miranda Lambert (álbum)
Miranda Lambert es un álbum de producción propia de la cantante de música country estadounidense Miranda Lambert, hecho en 2001, dos años antes de la aparición del reality show Nashville Star de la que la carrera de Lambert comenzará finalmente.

## Lista de canciones
1. Somebody Else (3:32)
2. Texas Pride (2:04)
3. Lyin' Here (4:13)
4. Another Heartache (2:08)
5. What in the World (2:55)
6. Jack Daniels (3:05)
7. Texas as Hell (2:35)
8. Something That I Like About a Honky Tonk (2:48)
9. Last Goodbye (4:17)
10. Wichita Falls (2:30)